# Steve Jensen
Steven Alan „Steve“ Jensen (* 14. April 1955 in Minneapolis, Minnesota; † 29. November 2022) war ein US-amerikanischer Eishockeyspieler und -trainer, der im Verlauf seiner aktiven Karriere zwischen 1973 und 1986 unter anderem 450 Spiele für die Minnesota North Stars und Los Angeles Kings in der National Hockey League (NHL) auf der Position des linken Flügelstürmers bestritten hat. Mit der Nationalmannschaft der Vereinigten Staaten nahm Jensen an zahlreichen internationalen Turnieren teil, darunter die Olympischen Winterspiele 1976 und der Canada Cup 1976.

## Karriere
Jensen verbrachte seine Juniorenzeit ab 1973 an der Michigan Technological University, wo er Immobilienmanagement studierte. Parallel dazu spielte er gemeinsam mit seinem Cousin Paul Jensen für die Huskies, das Eishockeyteam der Universität, das in der Western Collegiate Hockey Association (WCHA), einer Division im Spielbetrieb der National Collegiate Athletic Association (NCAA) beheimatet war. Nachdem der Stürmer im Frühjahr mit dem Team die nationale Collegemeisterschaft gewonnen und sein Studium erfolgreich abgeschlossen hatte, ließ er sich vom US-amerikanischen Eishockeyverband USA Hockey rekrutieren, obwohl er zu diesem Zeitpunkt bereits im WHA Amateur Draft 1974 in der fünften Runde an 64. Position von den Vancouver Blazers aus der World Hockey Association (WHA) ausgewählt worden war. Auch über das Ende der Saison 1974/75 und die Wahl im NHL Amateur Draft 1975 in der vierten Runde an 58. Stelle von den Minnesota North Stars aus der National Hockey League (NHL) verblieb Jensen im US-Verband und bereitete sich mit der Mannschaft auf die Olympischen Winterspiele 1976 im österreichischen Innsbruck vor. Er schloss die Vorbereitung auf Olympia mit 96 Scorerpunkten in 64 Spielen als punktbester Spieler des Teams ab und unterzeichnete unmittelbar nach den Olympischen Spielen seinen ersten Profivertrag bei den Minnesota North Stars.
Im restlichen Verlauf der Saison 1975/76 absolvierte der Angreifer 19 Spiele für Minnesota und punktete dabei 13-mal. Mit Beginn der Spielzeit 1976/77 etablierte sich Jensen im Kader der North Stars und konnte in den beiden folgenden Spieljahren 45 und 30 Scorerpunkte sammeln. Einmal erreichte er dabei die Marke von 20 Toren. Im Juli 1978 musste der Olympionike die Minnesota North Stars jedoch verlassen, da er gemeinsam mit Dave Gardner und Rick Hampton zu den Los Angeles Kings transferiert wurde. Die North Stars mussten mit diesen drei Spielern die Kings kompensieren, nachdem sie den sogenannten Restricted Free Agent Gary Sargent von Los Angeles unter Vertrag genommen hatten. Bei den LA Kings setzte Jensen seine NHL-Karriere erfolgreich fort und erreichte in den folgenden drei Spielzeiten jeweils mindestens 30 Scorerpunkte. Im Verlauf der Saison 1980/81 knackte Jensen die Marke von 100 Toren, womit er zu diesem Zeitpunkt der erste US-Amerikaner war, dem dies in der NHL-Geschichte gelang. Nachdem er jedoch im Spieljahr 1981/82 zwischen dem Kader der Kings und dem des Farmteams New Haven Nighthawks in der American Hockey League (AHL) gependelt war, entschied er sich im Sommer 1982 zunächst vom aktiven Profisport zurückzutreten.
Nach einer einjährigen Pause kehrte der Offensivspieler wieder in den Profisport zurück, verließ jedoch den nordamerikanischen Kontinent und wechselte nach Europa. Dort schloss sich der 28-Jährige dem österreichischen Klub Grazer SV aus der Eishockey-Bundesliga an. Er verbrachte dort die Saison 1983/84 und war an 63 der 110 Saisontreffer der Grazer, die so gerade den Abstieg in die Zweitklassigkeit vermeiden konnten, direkt beteiligt. Nach dem Saisonende in Österreich wechselte Jensen in die benachbarte Schweiz, wo er noch einige Partien für den EV Zug in der Nationalliga B absolvierte. Zur folgenden Spielzeit war er dort als spielender Co-Trainer aktiv. In der Saison 1985/86 fungierte er in selber Position beim österreichischen Nationalligisten ATSE Graz, kehrte aber im Saisonverlauf nach drei Jahren in den Alpenrepubliken nach Nordamerika zurück. Nach vier Einsätzen für die Springfield Indians in der AHL beendete der 31-Jährige im Sommer 1986 endgültig seine Karriere.

### International
Für sein Heimatland nahm Jensen mit der Nationalmannschaft der Vereinigten Staaten an zahlreichen internationalen Turnieren teil. Erstmals stand der Stürmer bei der Weltmeisterschaft 1975 in Deutschland für die US-Amerikaner auf dem Eis, nachdem er im Verlauf der Saison 1974/75 aufgrund seines Amateurstatus vom US-amerikanischen Eishockeyverband USA Hockey rekrutiert worden war. Im weiteren Verlauf absolvierte er im folgenden Jahr die Olympischen Winterspiele 1976 im österreichischen Innsbruck, die Weltmeisterschaft 1976 im polnischen Katowice und die erstmalige Austragung des Canada Cups. Die beste Platzierung war dabei der vierte Platz bei der Weltmeisterschaft 1976, zu dessen Erreichen der Angreifer in sieben Spielen neun Scorerpunkte beitrug.
Nachdem Jensen ins Profilager gewechselt war, nahm er in den folgenden Jahren an den Weltmeisterschaften der Jahre 1978 in der tschechoslowakischen Landeshauptstadt Prag und 1979 in der sowjetischen Hauptstadt Moskau teil, wobei er 1979 ohne Einsätze blieb. Auf eine Teilnahme am Canada Cup 1981 verzichtete er aus persönlichen Gründen und trug erst wieder bei der B-Weltmeisterschaft 1983 in der japanischen Metropole Tokio das Trikot der US-Amerikaner, denen ungeschlagen der direkte Wiederaufstieg in die A-Gruppe gelang.

## Erfolge und Auszeichnungen
- 1974 NCAA Championship All-Tournament Team
- 1975 NCAA Championship All-Tournament Team
- 1975 NCAA-Division-I-Championship mit der Michigan Technological University

### International
- 1983 Aufstieg in die A-Gruppe bei der B-Weltmeisterschaft

## Karrierestatistik

### International
Vertrat die USA bei:
| - Weltmeisterschaft 1975 - Olympischen Winterspielen 1976 - Weltmeisterschaft 1976 - Canada Cup 1976 | - Weltmeisterschaft 1978 - Weltmeisterschaft 1979 - B-Weltmeisterschaft 1983 |

(Legende zur Spielerstatistik: Sp oder GP = absolvierte Spiele; T oder G = erzielte Tore; V oder A = erzielte Assists; Pkt oder Pts = erzielte Scorerpunkte; SM oder PIM = erhaltene Strafminuten; +/− = Plus/Minus-Bilanz; PP = erzielte Überzahltore; SH = erzielte Unterzahltore; GW = erzielte Siegtore; 1 Play-downs/Relegation; Kursiv: Statistik nicht vollständig)

## Familie
Jensen entstammte einer Eishockeyfamilie. Sein Neffe Nick Jensen schaffte ebenfalls den Sprung in die National Hockey League, wo er für die Detroit Red Wings und Washington Capitals aktiv war. Zudem vertrat er die US-amerikanische Nationalmannschaft bei der Weltmeisterschaft 2018.
Seine Cousins David Jensen, Joe Jensen, Paul Jensen waren allesamt ebenfalls Eishockeyspieler. David bestritt 18 NHL-Spiele für die Minnesota North Stars und stand für die USA bei den Olympischen Winterspielen 1984 im jugoslawischen Sarajevo sowie der Weltmeisterschaft 1986 auf dem Eis. Joe spielte hauptsächlich in den nordamerikanischen Minor Leagues und in Europa, bestritt aber ebenso sechs NHL-Spiele für die Carolina Hurricanes. Paul, der lediglich im Collegebereich der National Collegiate Athletic Association dem Sport nachging, nahm gemeinsam mit Steve Jensen an den Olympischen Winterspielen 1976 im österreichischen Innsbruck teil.